# László Andor
László Andor (en húngaro, Andor László) (Zalaegerszeg, 3 de junio de 1966) es un político y economista húngaro, miembro de la Comisión Barroso II encargado del empleo.
Estudió en la Universidad Corvinus de Budapest (por aquel entonces, Universidad Karl Marx de Ciencias Económicas) convirtiéndose en profesor de política económica. Estudió en la Universidad George Washington de Washington D. C. así como en la Universidad de Mánchester donde obtuvo un máster en 1993. Es redactor jefe de la revista trimestral de izquierdas Eszmélet (Conciencia). Está considerado próximo al MSzP desde 2003.